# Александров, Анатолий Александрович (поэт)
Анато́лий Алекса́ндрович Алекса́ндров (28 марта (9 апреля) 1861, сельцо Бибино, Белёвского уезда, Тульской губернии — 14 марта 1930, город Сергиев Посад, Московской области) — русский и советский литератор, редактор-издатель, поэт, член Русского собрания.

## Биография
30 марта (11 апреля) 1861 года в метрической книге села Савенкова Белёвского уезда сделана запись о том, что в семье крапивенского мещанина, Александра Александровича Александрова и его супруги Марии Петровны, проживающих в сельце Бибино, 28 марта (9 апреля) 1861 года родился сын Анатолий.
Анатолий Александрович учился с 1875 года в ломоносовской учительской семинарии при Катковском лицее (где его отец некоторое время преподавал литературу в начальных классах), пользуясь особым покровительством М. Н. Каткова . В 1878 Александров был послан им на лечение в Старую Руссу, где встретился с Ф. М. Достоевским . Окончил с золотой медалью гимназию при лицее (1883); затем — историко-филологический факультет Московского университета (1887). По окончании курса он был оставлен для приготовления к профессорскому званию по кафедре русской литературы. В 1888 году по рекомендации К. Н. Леонтьева, с которым познакомился в 1884 году, получил предложение стать репетитором сына Л. Н. Толстого Андрея. В 1891—1898 годах был «приват-доцентом Московского университета, но, в основном, преподавал в средних учебных заведениях Москвы. В 1890-х начал публиковать стихи в журналах Русское обозрение», «Русский вестник», «Исторический вестник», газете «Московские ведомости». В 1892 году при поддержке К. П. Победоносцева, стремившегося возродить в печати «катковский дух», возглавил редакцию журнала «Русское обозрение». В 1895 году, после просьбы Ф. Н. Плевако и И. Д. Сытина, основал газету «Русское слово». В 1898 году журнал «Русское обозрение» прекратил существование (в августе с большим опозданием вышел его последний, майский номер). Александрова обвинили в присвоении средств, исключили из университетской преподавательской корпорации. Однако, по проверке счетов выяснилось, что редактор не взял себе ни копейки чужих денег. Но к тому времени Александров уже уехал из Москвы в Санкт-Петербург, где содержал старенькую библиотеку. В последнем номере журнала он опубликовал стихотворение — своего рода исповедь перед читателем:«Когда душа была полна отваги юной, безрассудной».
В 1903—1905 годах жил в Риге, преподавал в Ломоносовской женской гимназии. С 3 февраля 1906 года до 1 сентября 1907 года работал преподавателем русского языка в Николаевской царскосельской гимназии.
В 1910 году поселился в Сергиеве Посаде, в районе Красюковки на Бульварной улице, дом 13. В это время он преподавал историю литературы в женской гимназии. В годы революции и после неё Анатолий Александрович и его жена Евдокия Тарасовна оказывали гостеприимство и услуги многим известным людям.
Анатолий Александрович ещё со студенческих лет начал коллекционировать предметы искусства. Вся богатейшая коллекция, собранная им в течение всей жизни, была выставлена в бесплатном музее, располагавшемся в его доме на Бульварной улице. Здесь была богатая коллекция фарфора, живописи, книги по искусству. В экспозиции присутствовали художественные изделия из бронзы, дерева, металла, папье-маше. У Александрова имелась большая и ценная библиотека, а также собрание рукописей. Все эти богатства (более тысячи единиц хранения), Анатолий Александрович завещал городу. После его смерти они поступили в Загорский историко-художественный музей-заповедник.

## Сочинения
- Об основных мотивах, воззрениях и идеалах в произведениях русской словесности. Рига, 1905
- Писатель-подвижник (Памяти Гоголя). СПб., 1909
- Стихотворения. М., 1912
- I. Памяти К. Н. Леонтьева. II. Письма К. Н. Леонтьева к Анатолию Александрову. С предисл. и прим. А. А. Александрова. Сергиев Посад, 1915
- О письмах И. С. Тургенева к графине Е. С. Ламберт. Сергиев Посад, 1916.